# فورت بولك نورث (لويزيانا)
فورت بولك نورث هي منطقة سكنية تقع بولاية لويزيانا في الولايات المتحدة. تبلغ مساحتها 21.72 كم2، وترتفع عن سطح البحر 107.89920000000001 م، بلغ عدد سكانها 2,864 نسمة في عام 2010 حسب إحصاء مكتب تعداد الولايات المتحدة وتصل الكثافة السكانية فيها 131.9 نسمة لكل كيلومتر مربع (341.6/ميل2).

## التركيبة السكانية
حدّد مكتب تعداد الولايات المتحدة بيانات التركيبة السكانية لفورت بولك نورث في تعداد الولايات المتحدة. في ما يلي، التركيبة السكانية حسب تعدادي 2000 و2010.

### تعداد عام 2000
بلغ عدد سكان فورت بولك نورث 3,279 نسمة بحسب تعداد عام 2000، وبلغ عدد الأسر 1,076 أسرة وعدد العائلات 1,039 عائلة مقيمة في المنطقة السكنية. في حين سجلت الكثافة السكانية 151 نسمة لكل كيلومتر مربع (391.1/ميل2). وبلغ عدد الوحدات السكنية 1,126 وحدة بمتوسط كثافة قدره 51.8 لكل كيلومتر مربع (134.2/ميل2).
وتوزع التركيب العرقي للمنطقة السكنية بنسبة 62.89% من البيض و21.29% من الأمريكيين الأفارقة و1.34% من الأمريكيين الأصليين و2.07% من الأمريكيين ذوي الأصول الآسيوية و0.55% من سكان جزر المحيط الهادئ و5.12% من الأعراق الأخرى و6.74% من عرقين مختلطين أو أكثر و11.86% من الهسبانيون أو اللاتينيون من أي عرق.
بلغ عدد الأسر 1,076 أسرة كانت نسبة 68.7% منها لديها أطفال تحت سن الثامنة عشر تعيش معهم، وبلغت نسبة الأزواج القاطنين مع بعضهم البعض 91.5% من أصل المجموع الكلي للأسر، ونسبة 4% من الأسر كان لديها معيلات من الإناث دون وجود شريك، بينما كانت نسبة 1% من الأسر لديها معيلون من الذكور دون وجود شريكة وكانت نسبة 3.4% من غير العائلات. تألفت نسبة 3.2% من أصل جميع الأسر من عدة أفراد يعيشون في نفس المنزل. وبلغ متوسط حجم الأسرة المعيشية 3.05، أما متوسط حجم العائلات فبلغ 3.10.
بلغ العمر الوسطي للسكان 23.3 عاماً. وكانت نسبة 36.2% من القاطنين تحت سن الثامنة عشر، وكانت نسبة 20.8% بين الثامنة عشر والرابعة والعشرين عاماً، ونسبة 42.2% كانت واقعةً في الفئة العمرية ما بين الخامسة والعشرين والرابعة والأربعين عاماً، ونسبة 0.7% كانت ما بين الخامسة والأربعين والرابعة والستين، ونسبة 0.1% كانت ضمن فئة الخامسة والستين عاماً فما فوق. يوجد لكل 100 أنثى 101.3 ذكر، ويوجد لكل 100 أنثى في الثامنة عشر من عمرها فما فوق 99.2 ذكر.
بلغ متوسط دخل الأسرة في المنطقة السكنية 31,921 دولارًا، أما متوسط دخل العائلة فبلغ 32,037 دولارًا. وكان متوسط دخل الذكور 25,729 دولارًا مقابل 19,044 دولارًا للإناث. وسجل دخل الفرد الخاص بالمنطقة السكنية 11,425 دولارًا. وكانت نسبة 8.7% من العائلات ونسبة 10.2% من السكان تحت خط الفقر،

### تعداد عام 2010
بلغ عدد سكان فورت بولك نورث 2,864 نسمة بحسب تعداد عام 2010، وبلغ عدد الأسر 1,083 أسرة وعدد العائلات 982 عائلة مقيمة في المنطقة السكنية. في حين سجلت الكثافة السكانية 131.9 نسمة لكل كيلومتر مربع (341.6/ميل2). وبلغ عدد الوحدات السكنية 1,128 وحدة بمتوسط كثافة قدره 51.9 لكل كيلومتر مربع (134.4/ميل2).
وتوزع التركيب العرقي للمنطقة السكنية بنسبة 74.02% من البيض و11.49% من الأمريكيين الأفارقة و1.19% من الأمريكيين الأصليين و2.23% من الأمريكيين ذوي الأصول الآسيوية و0.87% من سكان جزر المحيط الهادئ و4.75% من الأعراق الأخرى و5.45% من عرقين مختلطين أو أكثر و15.01% من الهسبانيون أو اللاتينيون من أي عرق.
بلغ عدد الأسر 1,083 أسرة كانت نسبة 55.1% منها لديها أطفال تحت سن الثامنة عشر تعيش معهم، وبلغت نسبة الأزواج القاطنين مع بعضهم البعض 83.9% من أصل المجموع الكلي للأسر، ونسبة 5.2% من الأسر كان لديها معيلات من الإناث دون وجود شريك، بينما كانت نسبة 1.6% من الأسر لديها معيلون من الذكور دون وجود شريكة وكانت نسبة 9.3% من غير العائلات. تألفت نسبة 8.6% من أصل جميع الأسر من عدة أفراد يعيشون في نفس المنزل. وبلغ متوسط حجم الأسرة المعيشية 2.64، أما متوسط حجم العائلات فبلغ 2.79.
بلغ العمر الوسطي للسكان 23.8 عاماً. وكانت نسبة 28.6% من القاطنين تحت سن الثامنة عشر، وكانت نسبة 28.6% بين الثامنة عشر والرابعة والعشرين عاماً، ونسبة 41.4% كانت واقعةً في الفئة العمرية ما بين الخامسة والعشرين والرابعة والأربعين عاماً، ونسبة 1.3% كانت ما بين الخامسة والأربعين والرابعة والستين، وتوزع التركيب الجنسي للسكان بنسبة 49.7% ذكور و50.3% إناث.